# Reprezentacja Hongkongu w hokeju na lodzie mężczyzn
Reprezentacja Hongkongu w hokeju na lodzie mężczyzn – drużyna reprezentująca Hongkong w międzynarodowych rozgrywkach w hokeju na lodzie.